# Mikeszásza
Mikeszásza (románul Micăsasa, németül Feigendorf) falu Romániában Szeben megyében, az azonos nevű község központja.

## Fekvése
Medgyestől 30 km-re délnyugatra a Nagy-Küküllő jobb partján lévő település. Csicsóholdvilág, Keszlér és Huruba tartozik hozzá.

## Története
A község és környéke már a római korban is lakott hely volt. Területén római kori település maradványait – többek között egy fogadalmi oltárt – tártak fel.
1215–1216-ban az ekkor erdélyi vajdaságot viselt Kán nemzetségbeli Nagy Jula birtoka volt Medgyessel, a biztosan nem azonosítható Miklós prédiumával és Tóbiásfalvával együtt, melyekbe 1267-ben István ifjú király Jula fia Miklóst iktatta be.
Nevét 1267-ben Mikazaza néven említették..
1268-ban István ifj. király Kán nb. Gyula fia Miklósnak adta vissza, hű szolgálataiért, nagyatyja e birtokát. Később Kán nembeli László fia László erdélyi vajda kezén találjuk.
1309-ben papját a tizedmegtagadó kiközösített szász papok között említették (Győrffy Gy. 3: 557).
1322-ben a Kán nembeli László vajda hűtlen fiaitól elkobzott Mikeszádát Hosszúaszóval, Pánáddal és Szépmezővel együtt 

Róbert Károly király Tolmácsi Konrád fia Talmácsi Miklós mesternek adta.
1340-ben pedig Miklós mester magtalan halála után ugyancsak királyi adományul a Kacsics nemzetségbeli (Szécsényi) Tamás erdélyi vajda birtokába jutott.
1390, 1391 körül Zsigmond király Losonczi István macsói bánnak (magnificus baro) adományozta. Később a Mikeszászi, M. Kolozsvári, Guthi Ország, Szebeni ~ MK. Horvát és Haraszti családok birtoka volt.
1480-ban Mikeházán (Mykezazya) levő birtokát: 36 népes és puszta jobbágytelkét és az erdő felét, valamint a Küküllő vármegyében fekvő  Tótfalu, Lodormán, Bükkös és Keszlér nevű ősi egészbirtokát 4000 arany forintért zálogba vetette a Szebenben lakó Horváth Pálnál  (KmJkv 2305).
Egy 1485-ös keltezésű oklevél Mikeszádán várat említett, mely Szebeni Horvát Pálé volt: "castellum in fine p-is Mykezaz erectum seu constructum".
1487-ben mezőváros, és bizonyos oláh falvak tartoztak hozzá: Bükkös, Keszler, Lodormán, Tótfalu.
1486-tól Kurta, Tyős. Sile, Magyar, Fazakas. Pasllér, Verner családok voltak birtokosai.
1598-ban az itteni kisbirtokos nemesek; szász és magyar jobbágyok bíró alá, a románok Radul Treza kenézbotja alá tartoztak.
A 17. században Radák László utódai és mások voltak birtokosai. Református kisnemesek beköltözése; 1665 után a régi templom református és szász evangélikus.
A trianoni békeszerződésig Kis-Küküllő vármegye Hosszúaszói járásához tartozott.

## Lakossága
1910-ben 1553, többségben román lakosa volt, jelentős magyar kisebbséggel. 1992-ben társközségeivel együtt 2559 lakosából 2234 román, 150 magyar, 133 német és 42 cigány volt.